# Kama Chinen
Kama Chinen (em japonês: 知念 カマ) (Okinawa, 10 de maio de 1895 – Okinawa, 2 de maio de 2010), com 114 anos e 357 dias, foi a japonesa mais velha ainda viva e, desde 11 de setembro de 2009, foi a pessoa mais velha do mundo, após a morte da norte-americana Gertrude Baines. Embora tenha sido a pessoa mais velha do mundo, pouco se sabe acerca da senhora Chinen, visto que a família pediu anonimato.